# تسلسل أحداث الحرب العالمية الثانية في عام (1941)
هذا هو التسلسل الزمني للأحداث التي امتدت خلال فترة الحرب العالمية الثانية عام 1941 ، والتي تميزت أيضًا ببداية عملية بربروسا على الجبهة الشرقية .

## يناير
- 1 يناير
  - يكشف حساب قصف لندن في الليلة التالية أن أولد بيلي ، ومبنى جيلدهول ، وثماني كنائس لكريستوفر رين قد دمرت أو تعرضت لأضرار بالغة.
  - سلاح الجو الملكي البريطاني يقصف مصانع الطائرات في مدينة بريمن الألمانية.
- 2 يناير: القاذفات الألمانية تقصف أيرلندا لليلة الثانية على التوالي.
- 2-4 يناير: قصفت القاذفات البريطانية البردية وقصفتها السفن البحرية قبالة الشاطئ.
- 3 يناير: قاذفات سلاح الجو الملكي البريطاني تهاجم البردية وقناة كيل في ألمانيا. تعرض جسر قناة كيل لضربة مباشرة وانهار على متن السفينة الفنلندية يرسا . [1]
- 5 يناير
  - عملية البوصلة : القوات الأسترالية من الفيلق الثالث عشر ( قوة الصحراء الغربية المعاد تسميتها) تستولي على البردية التي تسيطر عليها إيطاليا ويتم أخذ 45000 سجين إيطالي. طبرق، الهدف التالي، على بعد 70 ميلاً.
  - زعيم الحزب الفاشي في فالونيا ، ليون ديغريل ، يلقي خطابًا في مدينة لياج التي تحتلها ألمانيا يعلن فيها دعم حزب ركسست(حزب سياسي في بلجيكا) للنازية الألمانية.

## فبراير
- 1 فبراير: تم تعيين زوج الأدميرال كيميل قائدًا للبحرية الأمريكية في المحيط الهادئ.
- 3 فبراير
  - تعيين الفريق إرفين رومل رئيساً لـ "قوات الجيش الألماني في أفريقيا". سيتم تعيين هذه الوحدة رسميًا لاحقًا باسم "الفيلق الإفريقي ".
  - ألمانيا تعيد بالقوة بيير لافال إلى منصبه في فيشي .
- 7 فبراير: عملية البوصلة : بعد عدة أيام من القتال اليائس، قام عمود طائر من الفيلق الثالث عشر يُدعى كومب فورس بقطع الطريق على الجيش الإيطالي العاشر المنسحب خلال معركة بيدا فوم. لم يتمكن الإيطاليون من اختراق قوة المنع الصغيرة، ووافق البريطانيون على استسلام ما يقرب من 130.000 إيطالي في وإلى جنوب بنغازي .
- 8 فبراير: مجلس النواب الأمريكي يوافق على مشروع قانون الإعارة والتأجير.
- 9 فبراير
  - أُبلغ موسوليني أن التعزيزات الألمانية في طريقها إلى شمال إفريقيا.
  - القوات البريطانية تصل العقيلة برقة .
  - البوارج البريطانية تقصف جنوة والطائرات البريطانية تهاجم لفرنة .
  - ومرة أخرى يناشد تشرشل الولايات المتحدة: "أعطونا الأدوات".
- 10 فبراير: الفترة الحرجة في مالطا: من الآن وحتى مارس، تتعرض لهجوم يومي عنيف.
- 11 فبراير
  - عناصر من الفيلق الأفريقي تبدأ بالوصول إلى طرابلس .
  - القوات البريطانية تدخل أرض الصومال الإيطالية .
- 14 فبراير
  - رومل يصل إلى طرابلس.
  - يبدأ أفريكا كوربس بالتحرك شرقًا نحو المواقع البريطانية المتقدمة في العقيلة. لقد تم إضعاف البريطانيين في شمال إفريقيا بسبب نقل بعض القوات إلى اليونان.
- 15 فبراير: بدء ترحيل اليهود النمساويين إلى الأحياء اليهودية في بولندا.
- 19 فبراير: بداية "الهجوم الخاطف لمدة ثلاث ليالٍ" في سوانزي ، جنوب ويلز . خلال هذه الليالي الثلاث من القصف المكثف، تم طمس وسط مدينة سوانسي بالكامل تقريبًا.
- 20 فبراير: تواجه القوات الألمانية والبريطانية بعضها البعض لأول مرة في شمال أفريقيا – في العقيلة في غرب ليبيا.
- 21 فبراير: القوات الألمانية تتحرك عبر بلغاريا باتجاه الجبهة اليونانية.
- 24 فبراير
  - أصبح الآن هجوم الغواصات الألمانية في المحيط الأطلسي ناجحًا بشكل متزايد. ** تعيين الأدميرال دارلان رئيسا لحكومة فيشي في فرنسا.
- 25 فبراير
  - الغواصة البريطانية أتش أم أس الطراد الإيطالي أرماندو دياز في إحدى المعارك البحرية العديدة في حملة شمال إفريقيا.
  - مقديشو ، عاصمة أرض الصومال الإيطالية ، تم الاستيلاء عليها من قبل القوات البريطانية خلال حملة شرق أفريقيا .
- 28 فبراير: طائرات سلاح الجو الملكي البريطاني تقصف أسمرة، إريتريا.

## يمشي
- 1 مارس

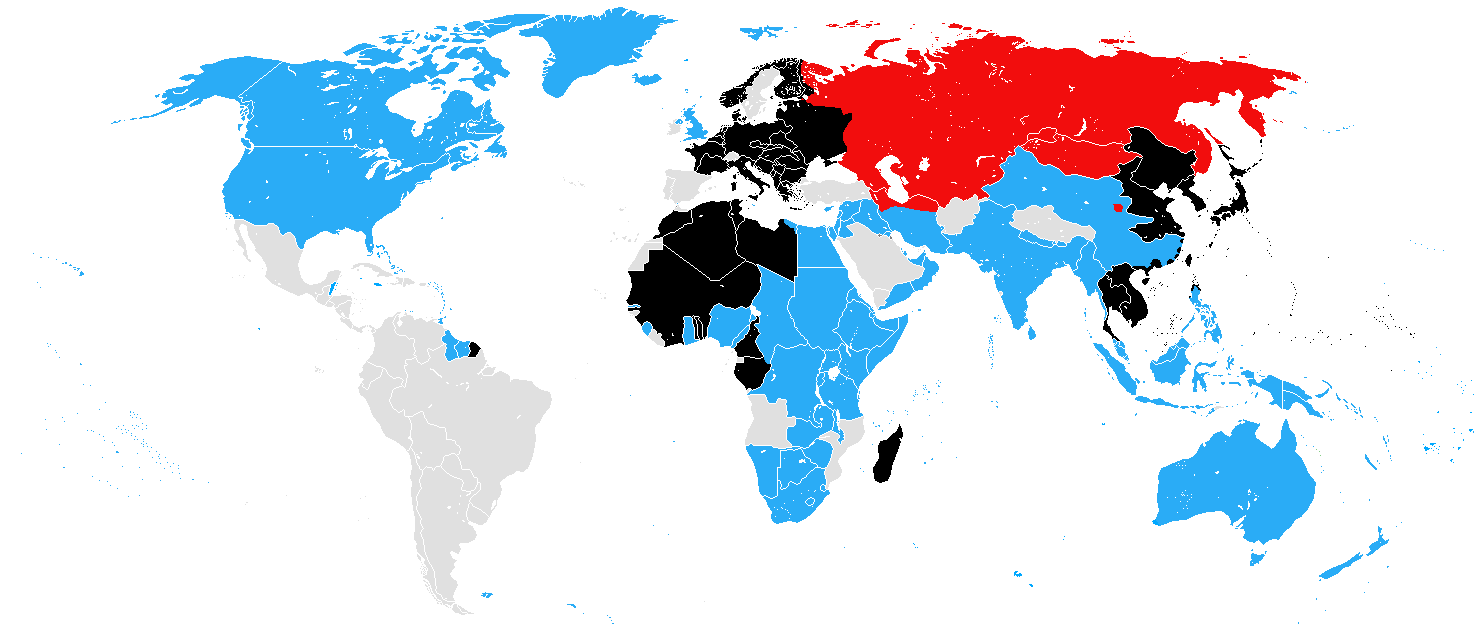
حالة الحلفاء وقوى المحور في ديسمبر 1941

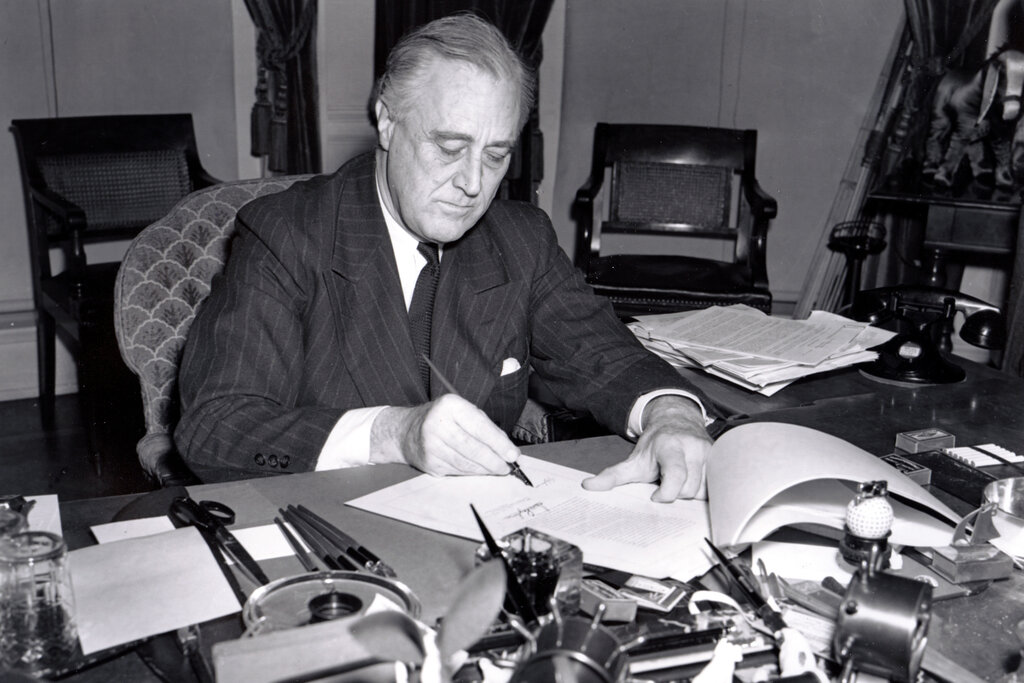
وقع الرئيس الأمريكي فرانكلين روزفلت على مشروع قانون الإعارة والتأجير لتقديم المساعدة لبريطانيا والصين (1941).

  - أصدر هتلر أوامره بتوسيع معسكر سجن أوشفيتس ، ليديره القائد رودولف هوس .
  - بلغاريا توقع رسميا على الاتفاق الثلاثي .
- 4 مارس
  - قوات كوماندوز بريطانية تنفذ هجومًا على منشآت النفط في نارفيك بالنرويج.
  - تم تقليص القوة العسكرية البريطانية في ليبيا حيث تم إرسال بعض الرجال لمساعدة اليونانيين في معركتهم الناشئة مع اقتراب القوات الألمانية.
  - الأمير الوصي بول أمير يوغوسلافيا يوافق على الانضمام إلى حلف المحور.
- 7 مارس: هبوط أول قوات بريطانية في اليونان في بيرايوس.
- 8 مارس: تفجير آخر في لندن، ملحوظ بسبب قصف قصر بكنغهام .
- 9 مارس: بدء هجوم الربيع الإيطالي على الجبهة الألبانية.
- 10 مارس
  - القوات البريطانية والإيطالية تلتقيان في صراع قصير في إريتريا.
  - تكبدت بورتسموث خسائر فادحة بعد ليلة أخرى من القصف العنيف من قبل القوات الجوية الألمانية.
- 11 مارس: وقع رئيس الولايات المتحدة فرانكلين روزفلت على قانون الإعارة والتأجير (الذي أقره الكونغرس بكامل هيئته) والذي يسمح لبريطانيا والصين والدول الحليفة الأخرى بشراء المعدات العسكرية وتأجيل الدفع إلى ما بعد الحرب.
- 12 مارس: وصول الدبابات الألمانية إلى شمال أفريقيا لتوفير الدروع الثقيلة لأول هجوم ألماني كبير.
- 13 مارس: شنت القوات الجوية الألمانية ضربات بقوة كبيرة على جلاسكو وصناعة الشحن على طول نهر كلايد .
- 17 مارس
  - خسائر فادحة في القوافل في وسط المحيط الأطلسي هذا الأسبوع.
  - تقوم الولايات المتحدة الأمريكية بتحويل مناطق الفيلق الخاصة بها إلى قيادة دفاعية، مع إعادة تعيين مصطلح الفيلق كقيادة ميدانية وسيطة للجيش الميداني.
- 19 مارس: أسوأ تفجير في لندن حتى الآن هذا العام، مع أضرار جسيمة بسبب القنابل الحارقة. يتم قصف بليموث وبريستول مرة أخرى.
- 20 مارس: تم إلغاء هجوم الربيع الإيطالي بعد خسائر فادحة وعدم حدوث أي تقدم تقريبًا.
- 21 مارس: استقالة الحكومة اليوغوسلافية احتجاجًا على اتفاق الأمير بول مع النازيين. خرجت مظاهرة في الشوارع للتعبير عن الكراهية العميقة لألمانيا.
- 24 مارس: رومل يهاجم العقيلة بليبيا ويعيد احتلالها في أول هجوم له. تراجع البريطانيون وفي غضون ثلاثة أسابيع عادوا إلى مصر.
- 25 مارس: أغرقت سفن إم تي إم الإيطالية التابعة لـ الوحدة العاشرة الخفيفة للأسطول الطراد الثقيل أتش أم أس ناقلة نفط كبيرة (النرويجية بريكليس ) وناقلة أخرى وسفينة شحن في خليج سودا بجزيرة كريت .
- 27 مارس
  - ولي العهد الأمير بيتر يصبح بيتار الثاني ملك يوغوسلافيا ويسيطر على يوغوسلافيا بعد انقلاب عسكري أطاح بحكومة الأمير ريجنت الموالية لألمانيا.
  - الجاسوس الياباني تاكيو يوشيكاوا يصل إلى هونولولو، هاواي ويبدأ في دراسة أسطول الولايات المتحدة في بيرل هاربور .
  - أمر هتلر قادته العسكريين بالتخطيط لغزو يوغوسلافيا.
  - القوات البريطانية المتقدمة من السودان تفوز بمعركة كرن الحاسمة في إريتريا.
  - معركة كيب ماتابان : البحرية البريطانية تلتقي بأسطول إيطالي قبالة جنوب اليونان. وتستمر المعركة حتى يوم 29.
- 31 مارس: يواصل الفيلق الأفريقي الهجوم الألماني في شمال أفريقيا؛ - الاستيلاء على مرسى البريقة شمال العقيلة .

## أبريل
- 6 أبريل: بدأت ألمانيا النازية غزو يوغوسلافيا واليونان في حملة البلقان.
- 10 أبريل: إنشاء دولة كرواتيا المستقلة، دولة دمية تابعة لألمانيا.
- 13 أبريل: توقيع ميثاق الحياد بين اليابان والاتحاد السوفيتي.
- 17 أبريل: استسلمت يوغوسلافيا رسميًا للقوات الألمانية.
- 27 أبريل: احتلال القوات الألمانية أثينا، وإتمام غزو اليونان.

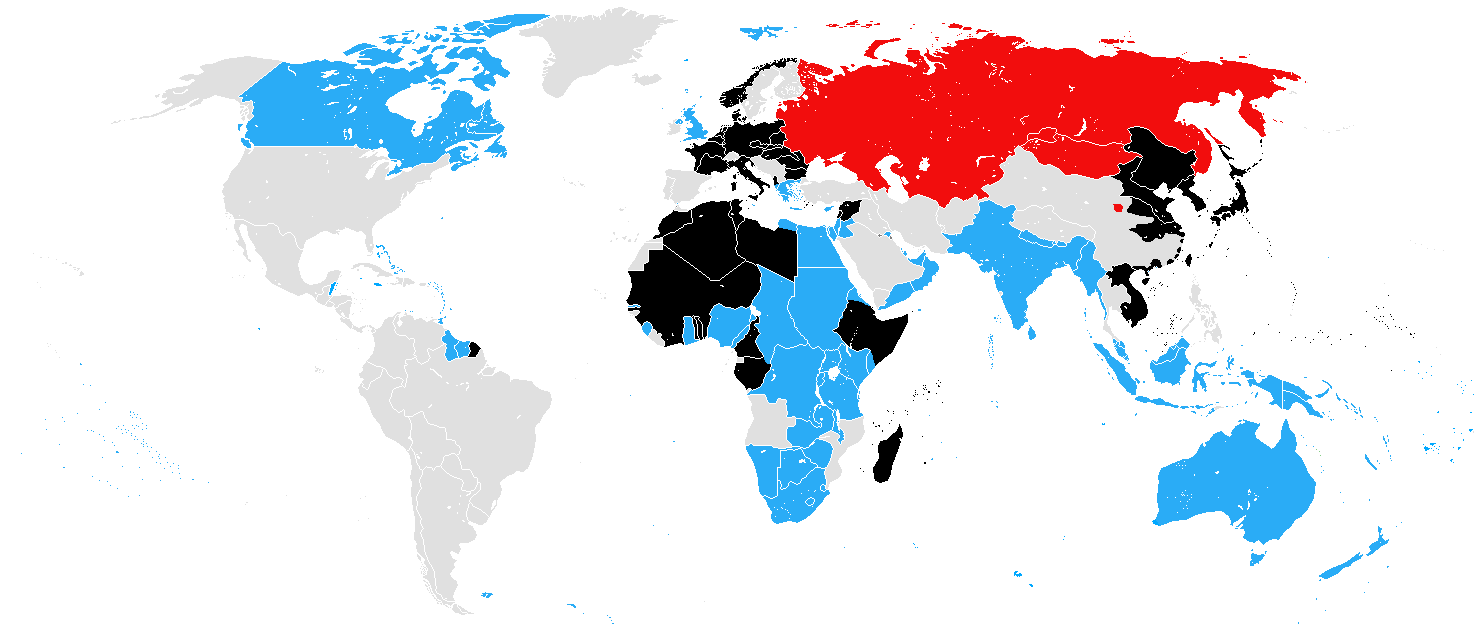
حالة الحلفاء وقوى المحور في مارس 1941

## مايو
- 1 مايو: ألمانيا تكمل السيطرة على اليونان، باستثناء جزيرة كريت.
- 10 مايو: رودولف هس، نائب هتلر، يطير إلى اسكتلندا بمبادرة فردية محاولًا التفاوض مع البريطانيين. تم أسره.
- 20 مايو: بدء معركة كريت – إنزال مظلي ألماني كبير.

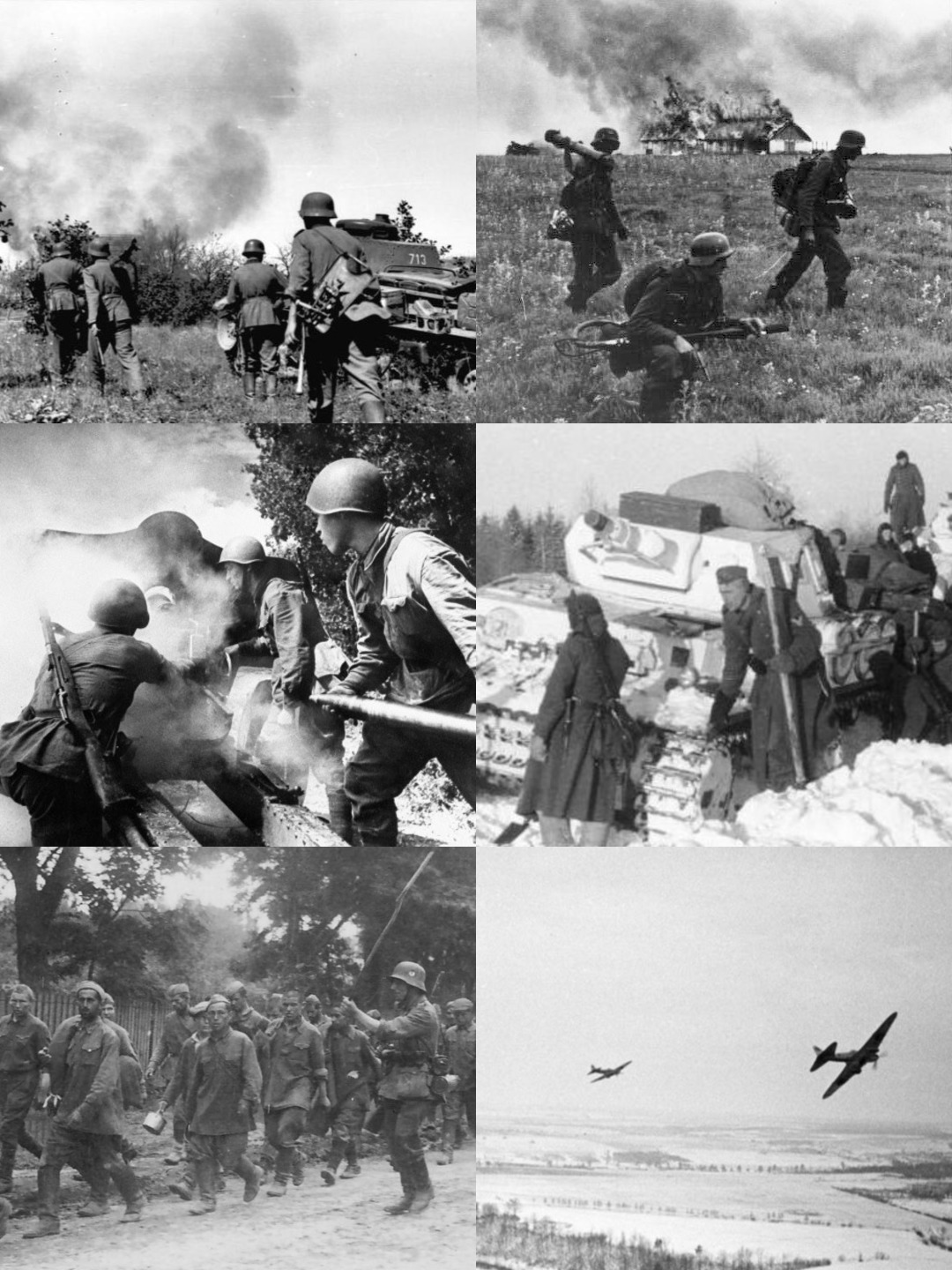
جنود ألمان يتقدمون عبر شمال روسيا. طاقم قاذفة لهب ألماني يحرق منزلًا في الخلفية. دبابة بانزر 4 الألمانية عالقة في الثلج بطلاء تمويه أبيض. طائرات إليوشن إيل-2 السوفيتية تحلق فوق المواقع الألمانية قرب موسكو. أسرى حرب سوفييت في طريقهم إلى معسكرات الاعتقال. جنود سوفييت يطلقون نيران المدفعية.

- جنود ألمان يتقدمون عبر شمال روسيا. طاقم قاذفة لهب ألماني يحرق منزلًا في الخلفية. دبابة بانزر 4 الألمانية عالقة في الثلج بطلاء تمويه أبيض. طائرات إليوشن إيل-2 السوفيتية تحلق فوق المواقع الألمانية قرب موسكو. أسرى حرب سوفييت في طريقهم إلى معسكرات الاعتقال. جنود سوفييت يطلقون نيران المدفعية.27 مايو: إغراق السفينة الألمانية بيسمارك بواسطة الأسطول البريطاني.

- 31 مايو: انتهت معركة كريت بسيطرة ألمانيا، رغم خسائرها الكبيرة في المظليين.

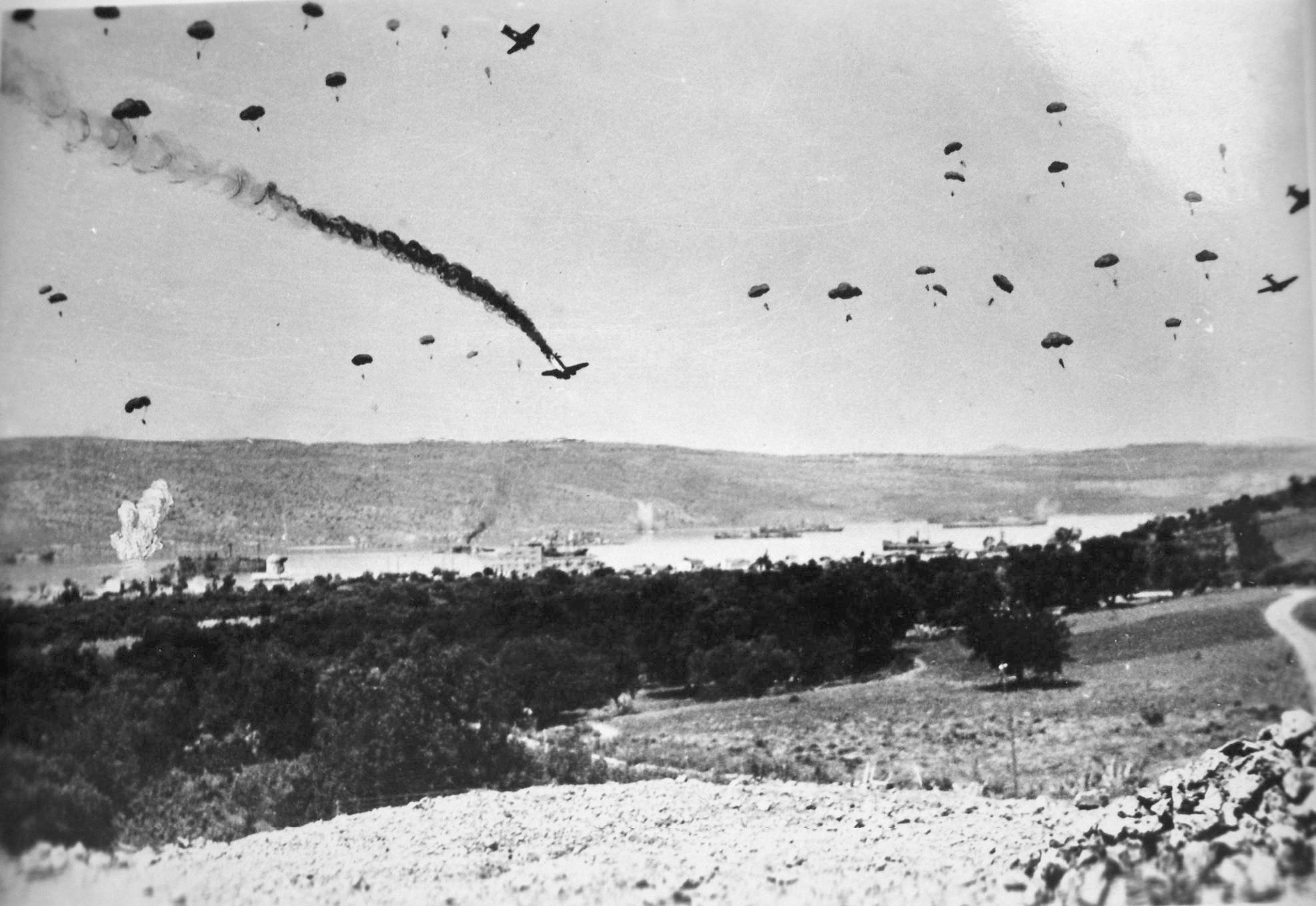
هبوط المظليين الألمان في جزيرة كريت

## يوليو
- 1 يوليو: القوات الألمانية تتقدم بسرعة نحو موسكو ضمن عملية بارباروسا.
- 12 يوليو: توقيع اتفاقية التعاون العسكري بين بريطانيا والاتحاد السوفيتي ضد ألمانيا.
- 24 يوليو: اليابان تحتل الهند الصينية الجنوبية (الفيتنام حاليًا)، مما يثير استياء الولايات المتحدة.
- 25 يوليو: الولايات المتحدة وبريطانيا تجمدان الأصول اليابانية؛ بداية تصعيد اقتصادي ضد اليابان.

- 31 يوليو: هيرمان غورينغ يعطي أمرًا لـ راينهارد هايدريش بالتخطيط لـ "الحل النهائي" لمسألة اليهود.

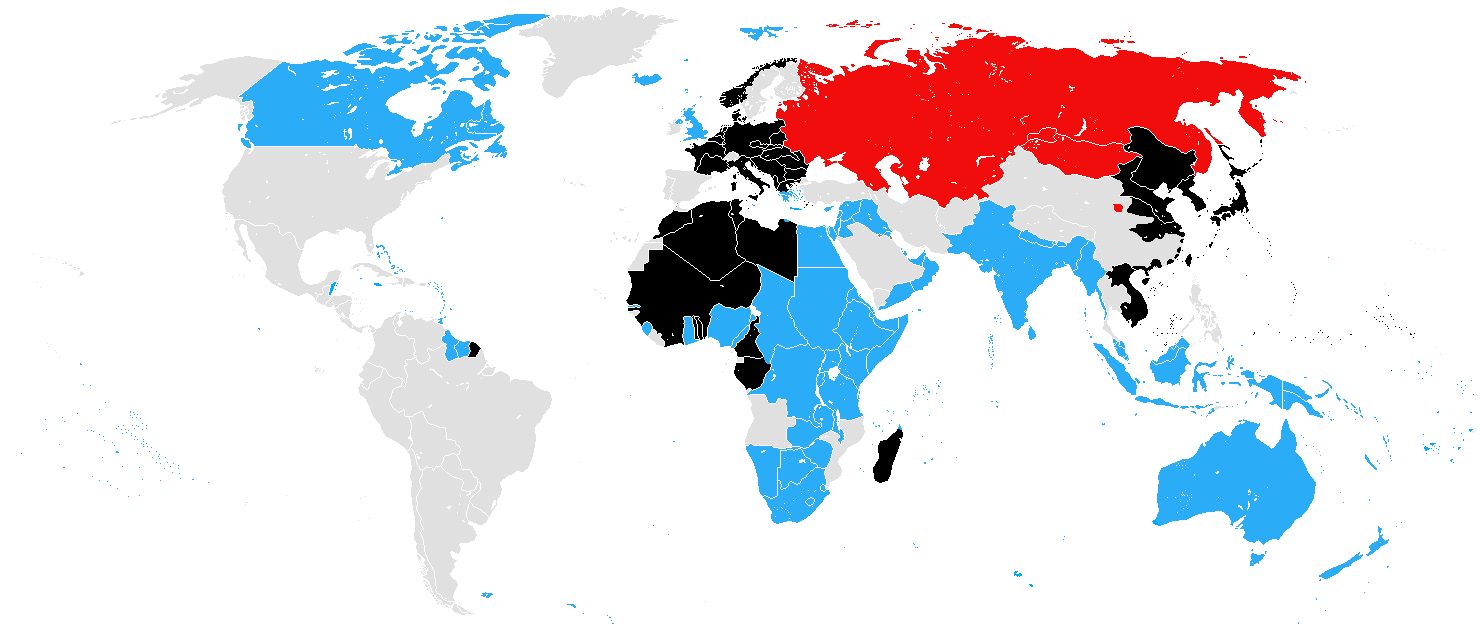
حالة الحلفاء وقوى المحور في أبريل 1941

## أغسطس
- 9–12 أغسطس:   لقاء الأطلسي بين ونستون تشرشل وفرانكلين روزفلت على متن سفينة حربية في المحيط الأطلسي قبالة ساحل نيوفاوندلاند.

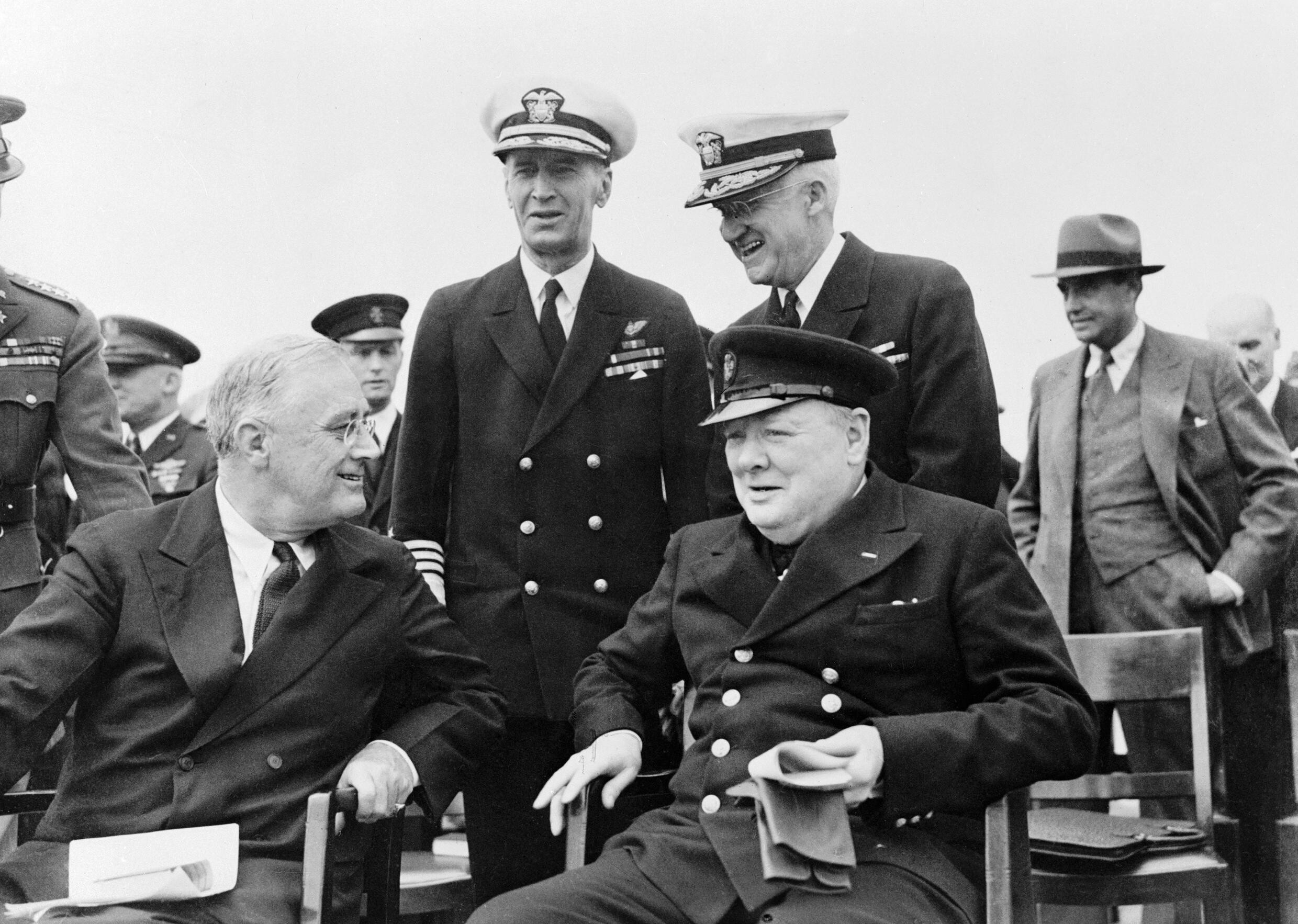
الرئيس روزفلت وونستون تشرشل يجلسان على سطح السفينة الحربية إتش إم إس برينس أوف ويلز لحضور قداس يوم الأحد خلال مؤتمر الأطلسي، 10 أغسطس 1941

  - الرئيس روزفلت وونستون تشرشل يجلسان على سطح السفينة الحربية إتش إم إس برينس أوف ويلز لحضور قداس يوم الأحد خلال مؤتمر الأطلسي، 10 أغسطس 1941تمخض عن هذا اللقاء "الميثاق الأطلسي" (Atlantic Charter)، وهو إعلان مشترك لمبادئ ما بعد الحرب، أهمها:
    - رفض التوسع الإقليمي القسري.
    - احترام حق الشعوب في تقرير مصيرها.
    - خفض الحواجز التجارية.
    - حرية البحار.
    - التعاون من أجل تحسين الظروف الاجتماعية والاقتصادية.
- 14 أغسطس:   إعلان رسمي لـ الميثاق الأطلسي، مما شكّل بداية واضحة لتكوين التحالف الدولي ضد دول المحور، حتى قبل دخول الولايات المتحدة الحرب رسميًا ضد ألمانيا.
- 15 أغسطس:   القوات اليابانية تواصل توسعها في جنوب شرق آسيا وتُعدّ العدة لمزيد من التحركات العسكرية، وسط تصاعد التوتر مع الولايات المتحدة.
- 20 أغسطس:   الجيش الأحمر السوفيتي يبدأ استخدام تكتيكات "الأرض المحروقة" لإبطاء التقدم الألماني نحو موسكو.
- 25 أغسطس:   غزو مشترك لـ إيران من قبل بريطانيا والاتحاد السوفيتي، لإزالة النفوذ الألماني هناك وتأمين طريق الإمدادات إلى الاتحاد السوفيتي (طريق فارس).
  - تم خلع الشاه رضا شاه بهلوي وتنصيب ابنه محمد رضا بهلوي مكانه.
- 31 أغسطس:   الغواصات الألمانية (U-boats) تشن هجمات واسعة على السفن الأمريكية في المحيط الأطلسي رغم الحياد الأمريكي الرسمي تجاه ألمانيا.

## سبتمبر

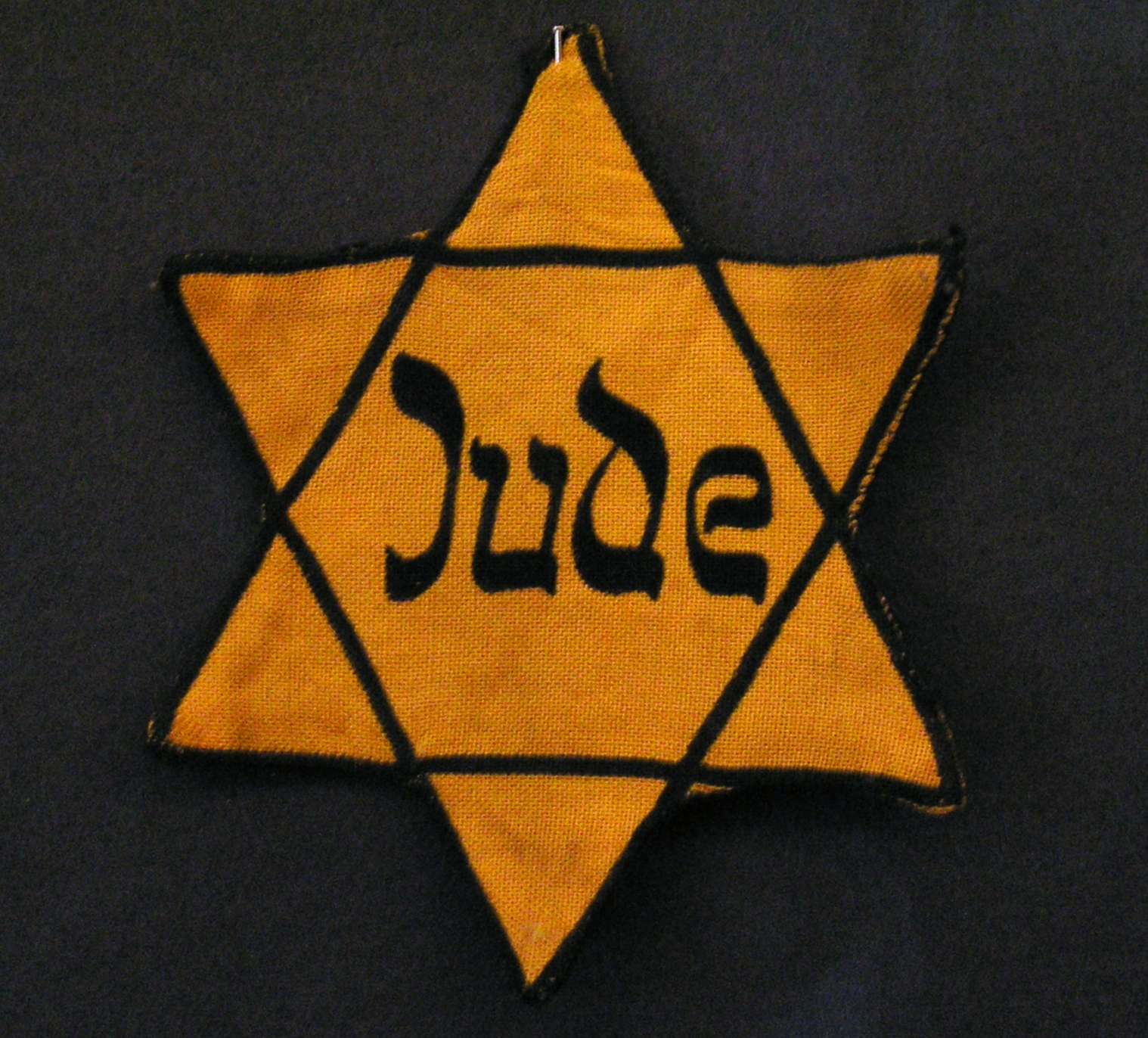
تم تطبيق شارة نجمة داود الصفراء ، والتي كانت إلزامية بالفعل في ألمانيا النازية، في أماكن أخرى في أوروبا المحتلة في سبتمبر 1941

- 1: بمساعدة الجيوش الفنلندية في الشمال، أصبحت لينينغراد معزولة تمامًا.

: تشكلت حكومة الإنقاذ الوطني الموالية لألمانيا في إقليم القائد العسكري في صربيا تحت قيادة ميلان نيديتش .

: يجب على جميع اليهود تحت الحكم الألماني ارتداء شارة نجمة داود الصفراء مكتوب عليها بوضوح كلمة "يهودي"، ويحظر عليهم العيش مع غير اليهود أو الزواج منهم، ويحظر عليهم مغادرة مدنهم دون موافقة كتابية، وفقًا لمعاهدة نورمبرغ. قوانين 1935 ومن المقرر أن يدخل المرسوم الذي وقعه هايدريش حيز التنفيذ في 19 سبتمبر. [2]
- 3 أغسطس: بدء مقتل جميع سكان الحي اليهودي القديم البالغ عددهم 3700 في فيلنيوس في مذبحة بوناري مع 10 أعضاء من يودنرات. أول شهادة مكتوبة عن الأحداث التي وقعت في بوناري من قبل أحد الناجين. [3]

: يهود غيتو فيلنا يطلبون تسليم أي ذهب أو فضة. [3]
- 4: أصبحت يو إس إس أول سفينة حربية أمريكية تتعرض لإطلاق النار من قبل غواصة ألمانية في الحرب، على الرغم من أن الولايات المتحدة قوة محايدة. ونتيجة لذلك، يتصاعد التوتر بين البلدين. والولايات المتحدة ملتزمة الآن بمهام القافلة بين نصف الكرة الغربي وأوروبا.
- 6: إطلاق النار على 6000 يهودي في بوناري، بعد يوم من صدور الأمر بتشكيل غيتو فيلنا .

 : المؤتمر الإمبراطوري الياباني يقرر أن اليابان سوف تخوض الحرب مع الولايات المتحدة إذا لم يتم رفع الحظر النفطي
- 7 أغسطس: تعرضت برلين لقصف شديد من قاذفات سلاح الجو الملكي البريطاني.
- 8: بدء حصار لينينغراد – وهو تاريخ معقول لبدء قياس "الـ 900 يوم". بدأت القوات الألمانية حصارًا على لينينغراد ، ثاني أكبر مدينة في الاتحاد السوفييتي؛ أمر ستالين بترحيل الألمان من نهر الفولغا إلى سيبيريا.
- 10: الجيوش الألمانية الآن محاصرة كييف بالكامل .
- 11 يناير أمر فرانكلين دي روزفلت البحرية الأمريكية بإطلاق النار فور تعرضها للتهديد في حالة تعرض أي سفينة أو قافلة للتهديد.
- 15: "الحكم الذاتي" لإستونيا ، برئاسة هيلمار ماي ، يتم تعيينه من قبل الإدارة العسكرية الألمانية.

: "الحركة المتحركة" في غيتو فيلنا . من بين 3500 يهودي "تنقلوا" بين أقسام الحي اليهودي، وصل 550 فقط. تم إطلاق النار على اليهود المتبقين البالغ عددهم 2950 في موقع موت مذبحة بوناري .
- 16: رضا بهلوي ، شاه إيران يضطر إلى الاستقالة لصالح ابنه محمد رضا بهلوي من إيران تحت ضغط من المملكة المتحدة والاتحاد السوفيتي.
- 19: أصبح الاستيلاء الألماني على كييف رسميًا الآن. تكبدت قوات الجيش الأحمر العديد من الضحايا أثناء الدفاع عن هذه المدينة الرئيسية في أوكرانيا السوفيتية.
- 26 أغسطس أمرت القيادة البحرية الأمريكية بشن حرب شاملة على سفن المحور في المياه الأمريكية.
- 27: إطلاق أول " سفينة الحرية " إس إس <i id="mwA1w">باتريك هنري</i> . سوف تثبت سفن الحرية أنها أجزاء رئيسية من نظام إمداد الحلفاء.
- 27: تأسيس جبهة التحرير الوطني في اليونان.
- 28 أغسطس قتلت قوات الأمن الخاصة الألمانية أكثر من 30.000 يهودي في بابي يار على مشارف كييف، أوكرانيا السوفيتية، ردًا على جهود التخريب التي نسبها الألمان إلى اليهود المحليين.
- 28 - 29: بدء الانتفاضة الدرامية ضد الاحتلال البلغاري في شمال اليونان . وتم إخمادها بسرعة، وتم إعدام حوالي 3000 شخص انتقامًا.

## اكتوبر
- 1: تم افتتاح معسكر اعتقال مايدانيك (بالألمانية: Konzentrationslager Lublin ) ليصبح فيما بعد معسكر إبادة . [4]

: بدء أعمال يوم الغفران (عمليات الإبادة الألمانية) في غيتو فيلنا . في أربع حوادث منفصلة، تم اختطاف 3900 يهودي وإطلاق النار عليهم وقتلهم في موقع موت مذبحة بوناري ، واستمر اختطاف وقتل 2000 يهودي إضافي هناك، في اليومين التاليين. [3]
- 2 فبراير عملية الإعصار - القوات "المركزية" الألمانية تبدأ هجومًا شاملاً على موسكو. يقود الدفاع عن العاصمة الجنرال جورجي جوكوف، وهو بالفعل بطل الاتحاد السوفيتي لقيادته في الصراع ضد اليابانيين في الشرق الأقصى الروسي وفي لينينغراد.
- 3 يونيو: مهاتما غاندي يحث أتباعه على بدء مقاومة سلبية ضد الحكم البريطاني في الهند.
- 5: القوات الألمانية تستولي على جزيرة ساريما في إستونيا من السوفييت.
- 7 أغسطس قصف ليلي كثيف لسلاح الجو الملكي البريطاني على برلين والرور وكولونيا، ولكن مع خسائر فادحة.
- 8: في غزوها لجنوب الاتحاد السوفييتي، وصلت ألمانيا إلى بحر آزوف مع الاستيلاء على ماريوبول . ومع ذلك، هناك دلائل تشير إلى أن الغزو قد بدأ في التعثر حيث أن الطقس الممطر يخلق طرقًا موحلة لكل من الدبابات والرجال.
- 10: الجيوش الألمانية تطوق حوالي 660.000 من قوات الجيش الأحمر بالقرب من فياسما (شرق سمولينسك)؛ يقوم البعض بتنبؤ متوهج بنهاية الحرب.

- 11:في لوكسمبورغ التي تحتلها ألمانيا ، من المتوقع إجراء فولكس دويتشه بيفيغونغاستفتاء للموافقة على ضم لوكسمبورغ إلى ألمانيا النازية. نتيجة لحملة دعائية وطنية قامت بها مقاومة لوكسمبورغ ، لم يتم المضي قدمًا.

- 12: أتش أم أس تسلم سربًا من طائرات الإعصار المقاتلة إلى مالطا.

: مذبحة الأحد الدامية في ستانيسواف ، تم جمع 8000-12000 يهودي وإطلاق النار عليهم في الحفر بواسطة SIPO ( الشرطة الأوكرانية ) جنبًا إلى جنب مع رجال قوات الأمن الخاصة الألمانية الذين يرتدون الزي الرسمي. يرفض الدكتور تينينباوم من جودينرات بشكل بطولي عرض الإعفاء ويتم إطلاق النار عليه مع الآخرين. [5]

: القوات الألمانية تستولي على جزيرة هييوما ، آخر موقع سوفييتي رئيسي في إستونيا.
- 13 أغسطس يحاول الألمان التوجه مرة أخرى نحو موسكو حيث تصلب الأرض الموحلة.
- 14: انخفاض درجات الحرارة أكثر على جبهة موسكو؛ ثلوج كثيفة تتبع الدبابات الألمانية وشل حركتها.
- 15: الألمان يقودون سياراتهم نحو موسكو.
- 16: بدأت حكومة الاتحاد السوفيتي التحرك شرقًا إلى سامارا ، وهي مدينة تقع على نهر الفولغا، لكن جوزيف ستالين بقي في موسكو. يقوم مواطنو موسكو بشكل محموم ببناء أفخاخ للدبابات وتحصينات أخرى للحصار القادم.

: فيلنا غيتو أكتيون. مقتل 3000 يهودي. [3]
- 17: المدمرة يو إس إس تم نسفها وإتلافها بواسطة يو-568 بالقرب من أيسلندا ، مما أسفر عن مقتل أحد عشر بحارًا. وهم أول ضحايا الجيش الأمريكي في الحرب.

: انهيار حكومة رئيس الوزراء الياباني الأمير فوميمارو كونويه ، مما يترك أملاً ضئيلاً في تحقيق السلام في منطقة المحيط الهادئ.
- 18: وصول تعزيزات من قوات الجيش الأحمر إلى موسكو قادمة من سيبيريا؛ أكد ستالين أن اليابانيين لن يهاجموا الاتحاد السوفييتي من الشرق.

: الجنرال هيديكي توجو يصبح رئيس وزراء اليابان الأربعين.

- 19: إعلان "حالة الحصار" رسميًا في موسكو؛ يتم وضع المدينة تحت الأحكام العرفية.
- 19: إعلان لوكسمبورغ التي تحتلها ألمانيا " يودناين " ("تطهيرها من اليهود").
- 20 فبراير مقتل المقدم كارل هوتز القائد الألماني في نانت على يد المقاومة. تم إطلاق النار على 50 رهينة انتقاما. وستصبح الحادثة نموذجا لسياسات الاحتلال المستقبلية.
- 21 نوفمبر هبوط القوات النيوزيلندية في مصر والاستيلاء على حصن كابوزو .
يبدو أن المفاوضات في واشنطن بين الولايات المتحدة واليابان تتجه نحو الفشل.
- 22: تبدأ مذبحة أوديسا وتستمر لمدة يومين. يتم قيادة ما بين 25.000 إلى 34.000 يهودي في موكب طويل ويتم إطلاق النار عليهم وقتلهم في خندق مضاد للدبابات، أو حرقهم أحياء بعد حشدهم في أربعة مبانٍ.

: بدأت المذبحة بعد ذلك اليوم، عندما أدت قنبلة مؤجلة زرعها السوفييت إلى مقتل 67 شخصًا في المقر الروماني، بما في ذلك القائد الروماني الجنرال جلوغوجانو.

: تم طرد 35.000 يهودي إلى حي سلوبودكا اليهودي وتركوا في ظروف متجمدة لمدة 10 أيام. يموت الكثير في البرد.
- 24 أغسطس في أوكرانيا ، تقع مدينة خاركوف ، المركز التعديني والصناعي المهم، في أيدي قوات مجموعة الجيش الجنوبي الألمانية.

: غيتو فيلنا جلبشين أنا أكتيون. قُتل 5500 يهودي من بينهم 140 شخصًا مسنًا أو مشلولًا. [3]
- 27: قوات مجموعة الجيش الألماني الجنوبية تصل إلى سيفاستوبول في شبه جزيرة القرم، لكن دبابات القوات "الشمالية" تباطأت أو توقفت بالكامل بسبب الوحل.
- 28 أغسطس مذبحة <i id="mwA8Y">بوليخيف</i> الأولى - تم اعتقال 1000 من كبار اليهود حسب القائمة وتعذيبهم، وفي اليوم التالي تم إطلاق النار على 800 من اليهود الباقين على قيد الحياة أو دفنهم أحياء في غابة قريبة. أدت الفظائع والشهادات التي أعيد اكتشافها في عام 1996 إلى بحث باتريك ديسبوا حول الطريقة الألمانية لإبادة "رصاصة واحدة ليهودي واحد" في عامي 1941 و1942.
- 29: تصفية غيتو فيلنا الثاني. مقتل 2500 يهودي. [3]
- 30: فرانكلين روزفلت يوافق على دولار أمريكي واحد مليار دولار في مساعدات الإقراض والتأجير للاتحاد السوفيتي.
- 31: المدمرة يو إس إس تم نسف بواسطة طائرة إريك توب بالقرب من أيسلندا ، مما أسفر عن مقتل أكثر من 100 بحار من البحرية الأمريكية . وهذه هي الخسارة الأولى لـ"سفينة حربية محايدة" أمريكية.

## نوفمبر
- 7 نوفمبر: الاحتفال بذكرى الثورة البلشفية في موسكو رغم اقتراب الألمان منها؛ خطاب حماسي من ستالين.
- 17 نوفمبر: بدء هجوم السوفييت المضاد ضد الألمان قرب موسكو.
- 20 نوفمبر: انضمام المجر ورومانيا وسلوفاكيا إلى الميثاق الثلاثي (تحالف المحور).
- 26 نوفمبر: الأسطول الياباني يبدأ الإبحار سرًا باتجاه بيرل هاربر (هاواي).

## ديسمبر

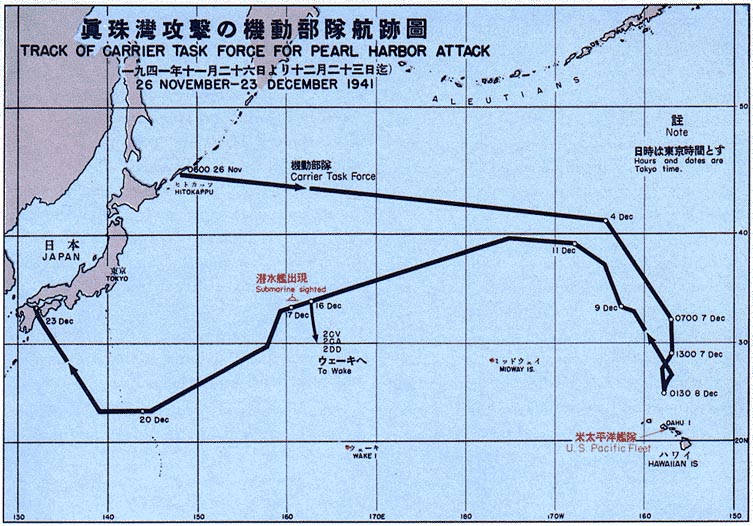
الطرق التي استخدمها الأسطول الياباني للوصول إلى بيرل هاربور ومهاجمته.

- 1 ديسمبر: اليابان تتخذ قرارًا نهائيًا بالحرب ضد الولايات المتحدة.الطرق التي استخدمها الأسطول الياباني للوصول إلى بيرل هاربور ومهاجمته.7 ديسمبر: الهجوم الياباني على بيرل هاربر – دمار كبير في الأسطول الأمريكي في المحيط الهادئ.
- 8 ديسمبر: أمريكا تعلن الحرب على اليابان؛ بداية دخول الولايات المتحدة الحرب.
- 11 ديسمبر: ألمانيا وإيطاليا تعلنان الحرب على الولايات المتحدة؛ وردًا على ذلك، تعلن أمريكا الحرب عليهما.
- 19 ديسمبر: هتلر يتولى القيادة المباشرة للجيش الألماني على الجبهة الشرقية.

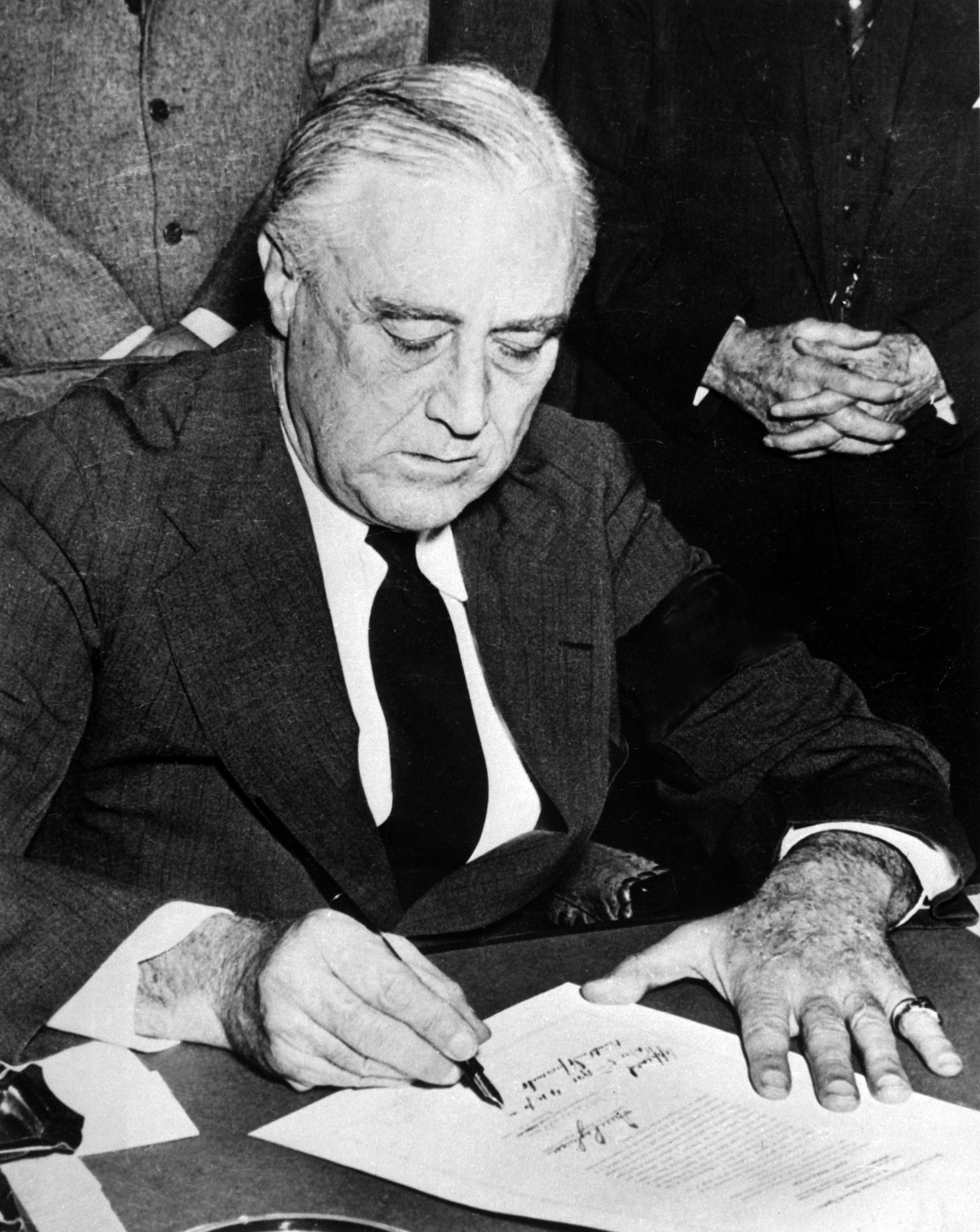
فرانكلين روزفلت يوقع إعلان الحرب ضد اليابان

- فرانكلين روزفلت يوقع إعلان الحرب ضد اليابان22 ديسمبر: انعقاد مؤتمر أركاديا بين تشرشل وروزفلت في واشنطن لتنسيق الحرب.

- 26 ديسمبر: أول هجوم أمريكي بحري ضد اليابان قرب الفلبين.

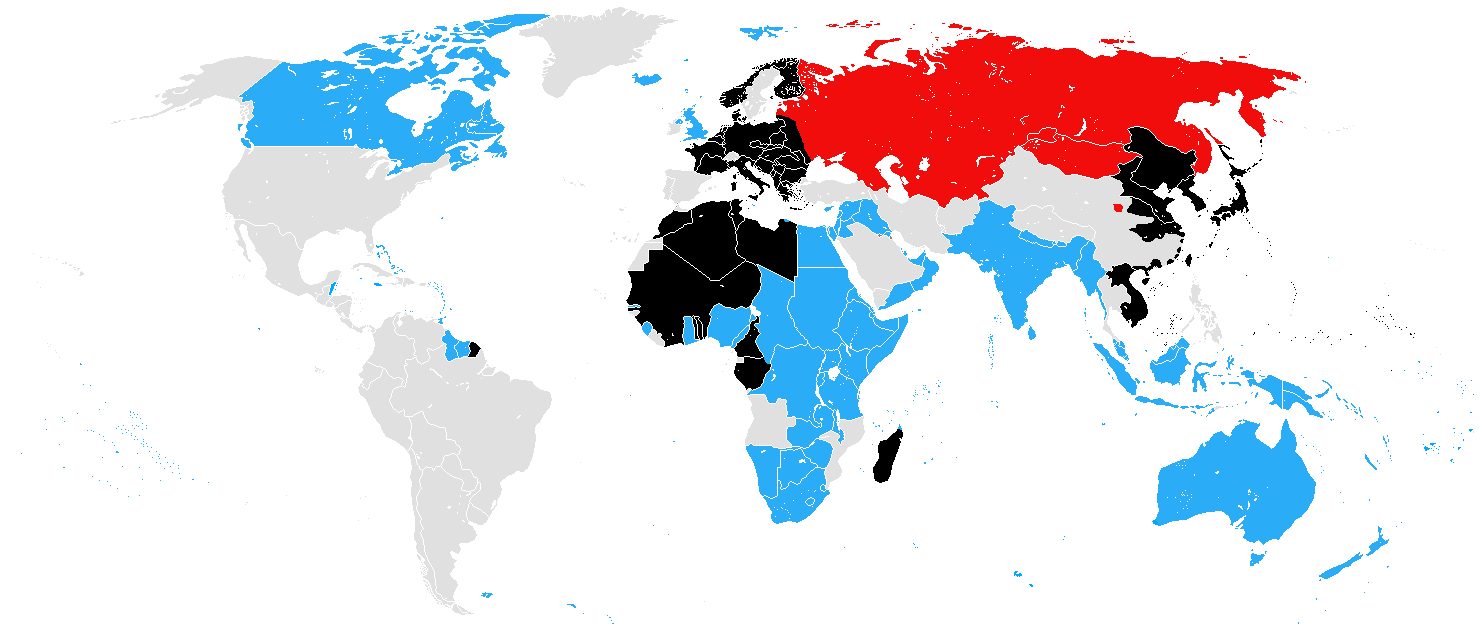
حالة الحلفاء وقوى المحور في يوليو 1941

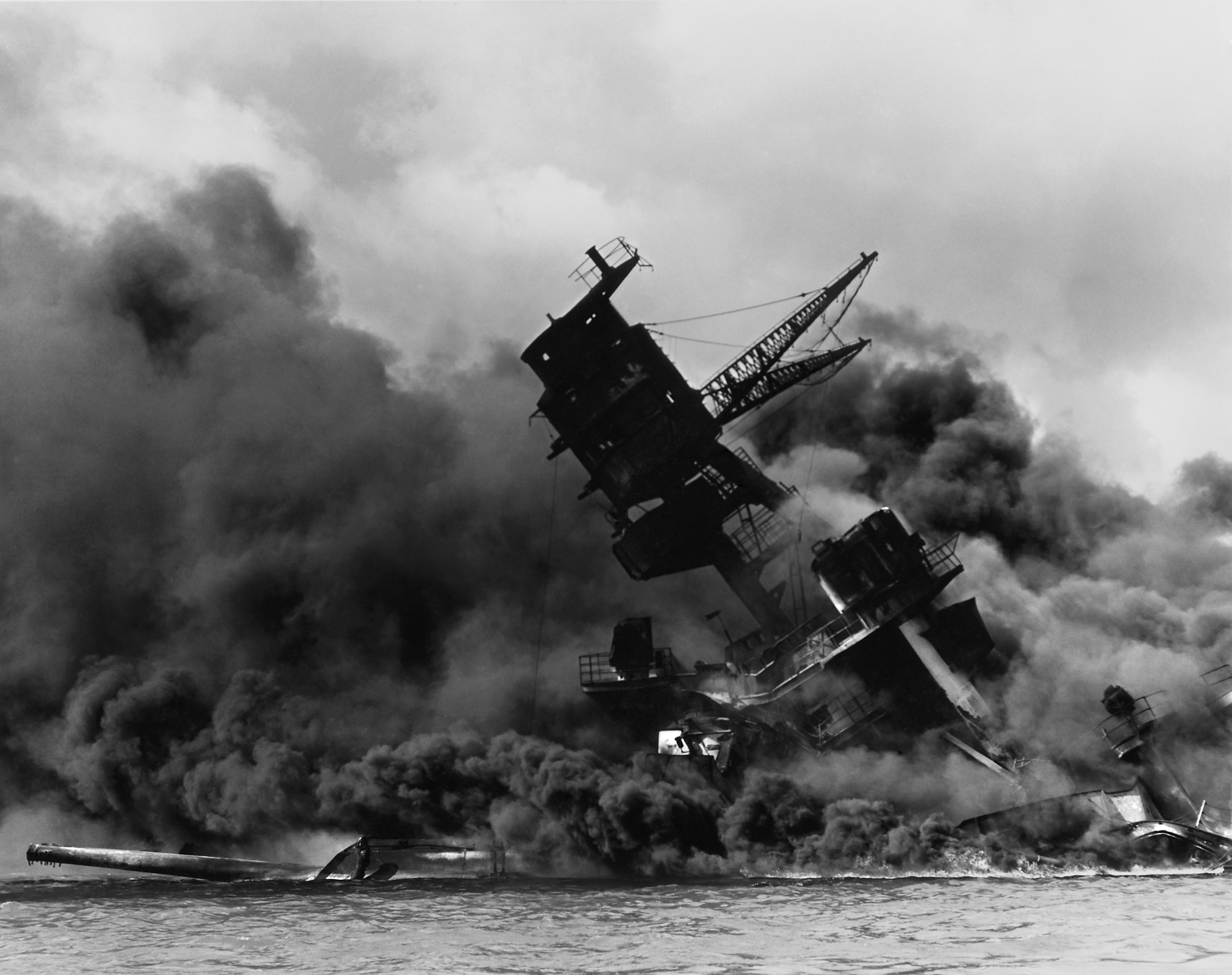
يو إس إس أريزونا احترقت لمدة يومين بعد إصابتها بقنبلة يابانية. يبقى الحطام بمثابة نصب تذكاري لبيرل هاربور

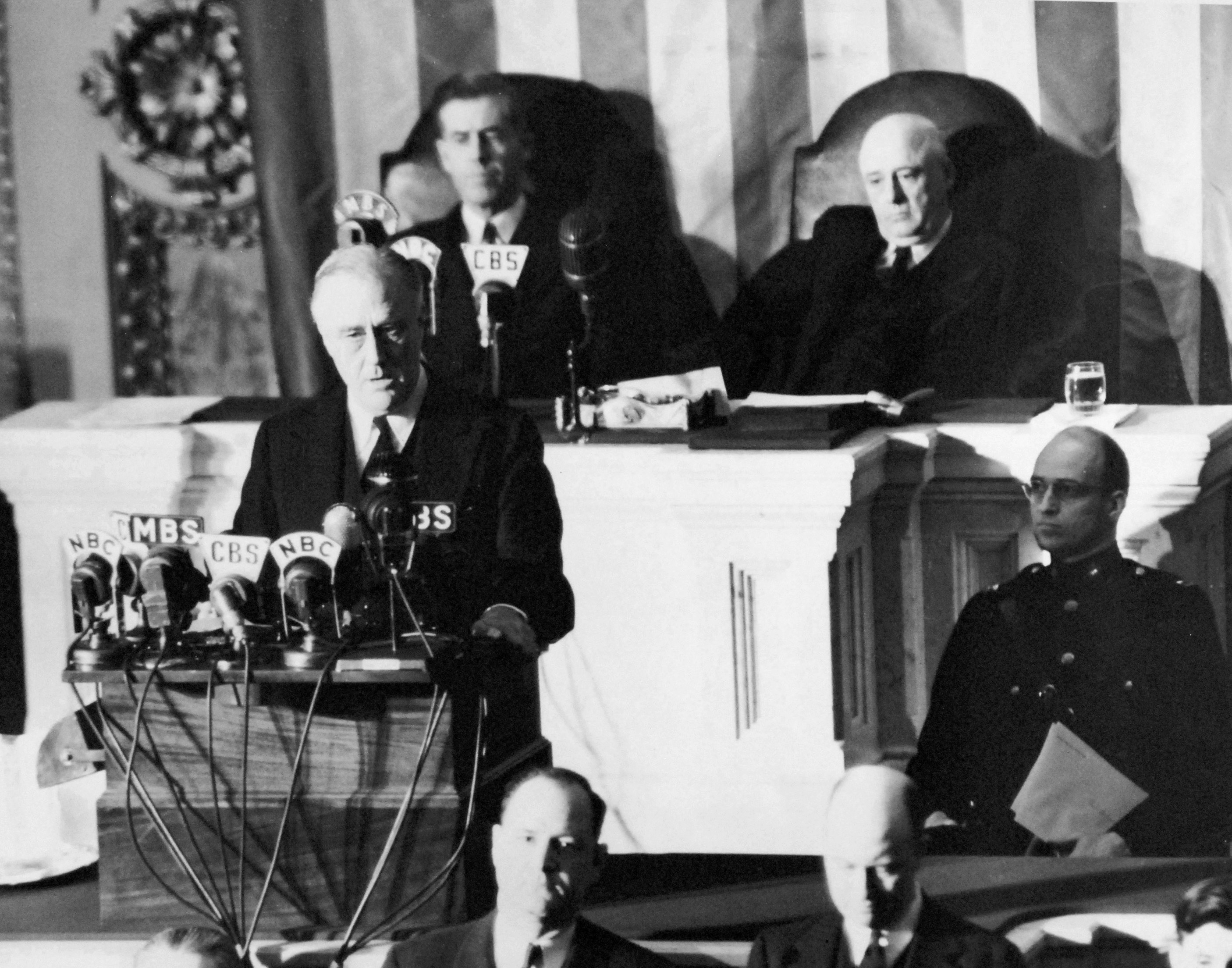
يسلم روزفلت خطابه العار إلى الكونجرس.

1. ↑  "1941 Timeline". WW2DB. مؤرشف من الأصل في 2022-11-27. اطلع عليه بتاريخ 2011-02-09.
2. ↑  Reinhard Heydrich decree (German) نسخة محفوظة 2023-12-15 على موقع واي باك مشين.
3. 1 2 3 4 5 6  "Chronology - Chronicles of the Vilna Ghetto". vilnaghetto.com. 21 نوفمبر 2016. مؤرشف من الأصل في 2016-11-21. اطلع عليه بتاريخ 2021-08-03.
4. ↑  mouse geek (3 أكتوبر 2011). "Majdanek concentration camp - part 1 of 5". مؤرشف من الأصل في 2025-05-01. اطلع عليه بتاريخ 2016-11-22 – عبر YouTube.
5. ↑  "Stanislwow" (Washington Holocaust Memorial Museum website) نسخة محفوظة 2023-04-25 على موقع واي باك مشين.